# Alexandre Mairet
Charles Alexandre Mairet (* 23. April 1880 in La Tour-de-Peilz; † 9. Februar 1947 in Genf) war ein Schweizer Maler und Holzschneider.

## Leben
Alexandre Mairet wurde 1880 als Sohn des Louis-Auguste Mairet und der Marie-Louise (geb. Prélat) geboren. Er wuchs bei Bauern in Saint-Légier auf und kam 1885 zu seiner Mutter nach Genf. Hier absolvierte er ab 1896 eine Ausbildung in Zeichnen und Malerei an der Kunstgewerbeschule bei Pierre Pignolat und Barthélemy Bodmer sowie an der École des arts industriels in Holzschnitzerei bei Alfred Louis Martin. Zwischen 1905 und 1910 reiste er nach Deutschland, Italien, Griechenland und Ägypten. Ab 1911 war er Mitglied der Gesellschaft Schweizerischer Maler und Bildhauer und sass 1924 im Zentralvorstand. Von 1919 bis 1946 arbeitete er als Dozent für Kunstgeschichte an der Kunstgewerbeschule und von 1928 bis 1941 an der Arbeiteruniversität Genf.

## Werke
Mairets Malerei war zunächst stark von Ferdinand Hodlers idealisierter Landschaftswelt beeinflusst. Nach 1918 entwickelte er einen direkteren Realismus. Als er mit den anarchistischen Kreisen um Luigi Bertoni in Genf in Berührung kam, arbeitete er immer wieder als Holzschnitzer für politische Zeitungen wie Le Réveil anarchiste, La Nouvelle Internationale und L'Avant-Garde.

## Ausstellungen
- 1931: Schweizer Landschaften, Kunsthalle Bern
- 1940: Schwarz Weiss, Kunsthaus Zürich
- 1980: Alexandre Mairet 1880–1947, Musée Rath
- 2002: Alexandre Mairet. Peintures, Fondation Huguenin-Dumittan, La Chaux-de-Fonds